# هاوا ناگیلا

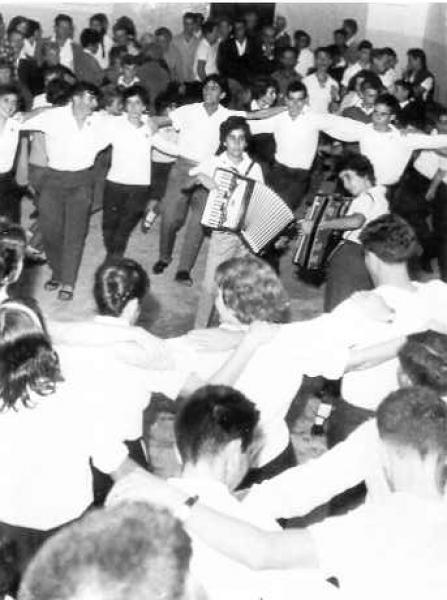
زندگی در کیبوتس

هاوا ناگیلا (در عبری: הבה נגילה به معنای: بیایید شاد باشیم) ترانه مشهور فولکوریک یهودی است که ستارگانی همچون جولی اندروز، دالیدا، نیل دایمند، هاری بلافونته، باب دیلن، ایوان ربروف، آندره ریو، شارل آزناوور، انریکو ماسیاس، لیلا فروهر، گروه بیتلز و بسیاری دیگر از ستارگان موسیقی جهان آن را اجرا کرده‌اند.
هاوا ناگیلا، بیشتر در مراسم شادی یهودیان غیرمذهبی از جمله در مراسم هشت روزه جشن روشنایی حانوکا و دیگر جشن‌های مذهبی و غیرمذهبی اجرا می‌شود. ترانه هاوا ناگیلا همچنین به زبان‌های مختلف نیز بازسازی شده‌است.
البته آنچه اصالت دارد ملودی ست نه متن ترانه، متن ترانه متعلق است به سال ۱۹۱۸ که توسط یک شاعر یهودی برای جشن گرفتن سیطره انگلیسی‌ها بر فلسطین در جنگ جهانی اول سروده شد.

## متن ترانه
| متن به لاتین               | عبری                  | ترجمه فارسی                      |
| -------------------------- | --------------------- | -------------------------------- |
| Hava nagila                | הבה נגילה             | بیاید شادی کنیم                  |
| Hava nagila                | הבה נגילה             | بیاید شادی کنیم                  |
| Hava nagila venis'mecha    | הבה נגילה ונשמחה      | بیاید شادی کنیم و خوشحال باشیم   |
|                            | (repeat stanza once)  |                                  |
| Hava neranenah             | הבה נרננה             | بیاید بخوانیم                    |
| Hava neranenah             | הבה נרננה             | بیاید بخوانیم                    |
| Hava neranenah venis'mecha | הבה נרננה ונשמחה      | بیاید شادی کنیم و خوشحال باشیم   |
|                            | ( تکرار بند )         |                                  |
| Uru, uru achim!            | !עורו, עורו אחים      | بیدار، بیدار، برادران!           |
| Uru achim b'lev sameach    | עורו אחים בלב שמח     | برادران بیدار شوید با قلبی مسرور |
|                            | (سه بار تکرار می‌شود)  |                                  |
| Uru achim, uru achim!      | !עורו אחים, עורו אחים | بیدار، بیدار، برادران!           |
| B'lev sameach              | בלב שמח               | با قلبی مسرور                    |